# Nyirripi
Nyirripi – miasto w Australii, w Terytorium Północnym.